# 인터위키

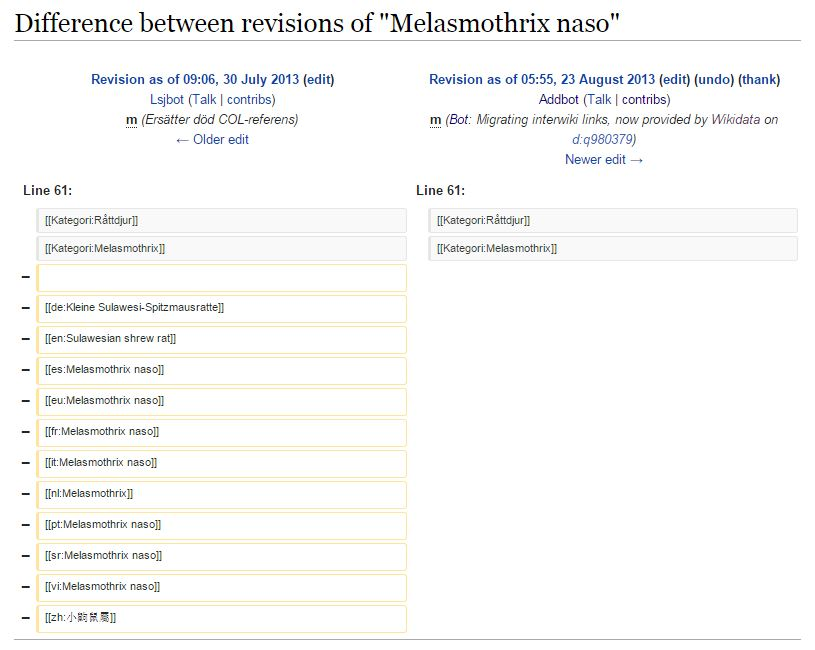
인터위키 링크 제거를 보여주는 스크린샷.

인터위키(InterWiki)는 여러 위키 사이에서 링크를 쉽게 연결할 수 있도록 고안된 장치로, 다른 위키의 전체 URL을 입력할 필요가 없다.
인터위키의 문법은 위키마다 약간씩 다르지만, 대부분 다음과 같은 문법을 사용한다.
위키이름:문서이름
이때 링크를 자동으로 만들어 주지 않는 경우에는 [위키이름:문서이름], [[위키이름:문서이름]] 등의 링크 문법을 사용하기도 한다.

## 같이 보기
- 위키데이터: 위키미디어 재단에서 운영하는 협력적으로 편집 가능한 지식 베이스